# Социальные учреждения Франке
Социальные учреждения Франке (нем. Franckesche Stiftungen) — обширный комплекс социальных учреждений, расположенный в немецком городе Галле (Заале) в федеральной земле Саксония-Анхальт и восходящий к педагогической деятельности Августа Германа Франке.

## История
История Социальных учреждений начинается с призвания Августа Германа Франке в конце 1691 года на место приходского священника церкви св. Георгия в Глаухе — одном из предместий города Галле. Обнаружив в своей общине полную духовную безграмотность, Франке взялся после воскресных церковных служб дополнительно прояснять своим прихожанам основы катехизиса, выделив также на поддержку детей из неимущих семей деньги из кассы пожертвований. В 1695 году в церковно-приходском доме была открыта уже школа для неимущих, при этом преподавание взял на себя один из студентов-теологов только что основанного университета, где Франке был профессором греческого и древневосточных языков. Поскольку школа быстро приобрела известность и даже состоятельные семьи изъявляли желание отдать своих детей на обучение в школу, Франке основал так называемый Педагогиум в качестве воспитально-образовательного учреждения для детей дворянского сословия и богатых горожан. Обучение в Педагогиуме, однако, не было более бесплатным, а полученные деньги направлялись на финансирование школы для неимущих. В 1697 году последовало основание Латинской школы, готовившей к поступлению в университет. И здесь преподавание велось, как правило, силами студентов, получавшими за свои труды бесплатное жилье, дрова и небольшое финансовое вознаграждение.
Однако поскольку многим детям из неимущих семей приходилось работать, чтобы прокормиться, и времени на обучение часто не оставалось, Франке начал размещать детей в готовых их принять семьях. Из этой практики, в итоге, родилась идея основать сиротский приют-интернат (нем. Waisenhaus). Заложенное в 1698 году, массивное здание интерната в барочном стиле было открыто уже в апреле 1701 года, став также административным центром будущего «воспитательного кампуса».

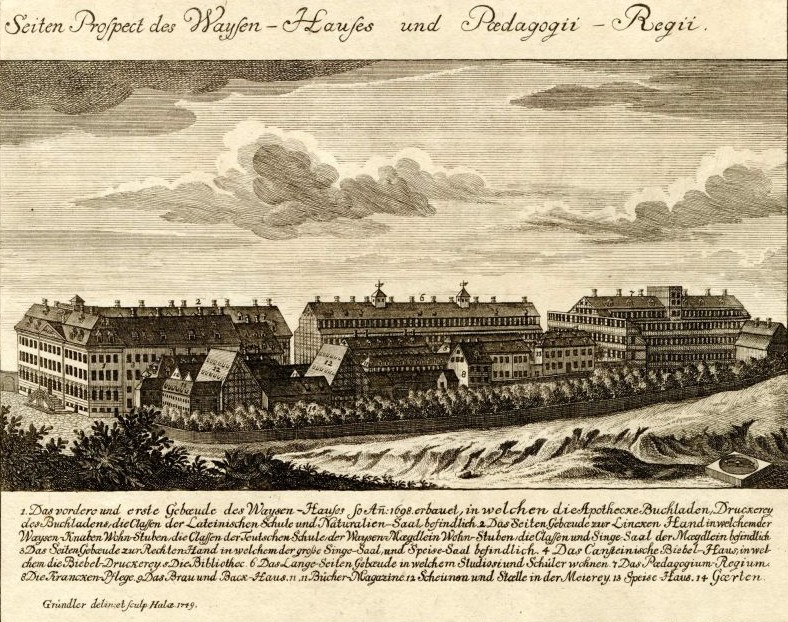
Общий вид Социальных учреждений в 1749 г.

Благодаря полученным от прусского курфюрста привилегиям вскорости удалось открыть собственные аптеку и типографию с книжным магазином (с 1708 года здесь трижды в неделю выходила газета нем. Hallische Zeitung), доходы от которых направлялись на финансирование интерната и возведение новых зданий. Так, в 1709 году было возведено трёхэтажное фахверковое здание сиротского дома-интерната для девочек и для них же основана отдельная школа. В 1710 году последовали так называемый Английский дом для учеников из Англии и новый корпус, где на первом этаже разместилась общая столовая, а на втором — просторный молельный и песенный зал на 2000 человек. В том же 1710 году Франке совместно с Канштейном основал здесь Библейское общество (нем. Cansteinsche Bibelanstalt) для дешёвого и доступного всем издания Библии.
Благодаря своей активной деятельности Социальные учреждения быстро обратили на себя внимание. Получившие здесь образование учителя, врачи и проповедники разнесли вместе с тем пиетистские и образовательные идеалы Франке по всему миру, прежде всего в Новый Свет, а город Галле превратился в один из важнейших центров немецкого Просвещения. В этот же период были основаны библиотека и естественно-научное собрание (нем. Naturalienkabinett).
В XIX—начале XX века следовали дальнейшие новостройки и обновление пришедших в упадок школьных зданий. К 1911 году количество обучающихся превысило 3000 человек.
Несмотря на последовавшую в XX веке унификацию образовательных стандартов, даже в эпоху национал-социалистической диктатуры Социальные учреждения Франке смогли сохранить относительную автономию преподавания, предлагая и далее гуманистическое образование. Вторая мировая война, однако, не обошла историческое образовательное учреждение стороной: при авианалёте в марте 1945 года была разрушена латинская школа и сильно повреждён дом Франке.
После войны, несмотря на основание двух новых школ и общую высокую значимость образования в ГДР, начался продолжительный период упадка, связанный с общим хроническим недостатком финансирования; лишь используемые университетом здания подверглись скромным реставрационным работам. Кроме того, в 1970-х в связи со строительством городского автобана, территория Социальных учреждений оказалась рассечена эстакадой скоростной магистрали; часть площадей пришлось пожертвовать и для сооружения нескольких жилых панельных домов.
Уже в конце 1980-х годов гражданские инициативные группы высказывали озабоченность состоянием исторических построек, начав по мере сил их реставрацию. Однако системная реставрация-реконструкция комплекса началась лишь после Объединения Германии в 1991 году.
В 2001 году здания Социальных учреждений Франке были внесены в так называемую Голубую книгу (нем. Blaubuch) — список из 20 национально значимых культурных учреждений на востоке Германии.

## Современное использование

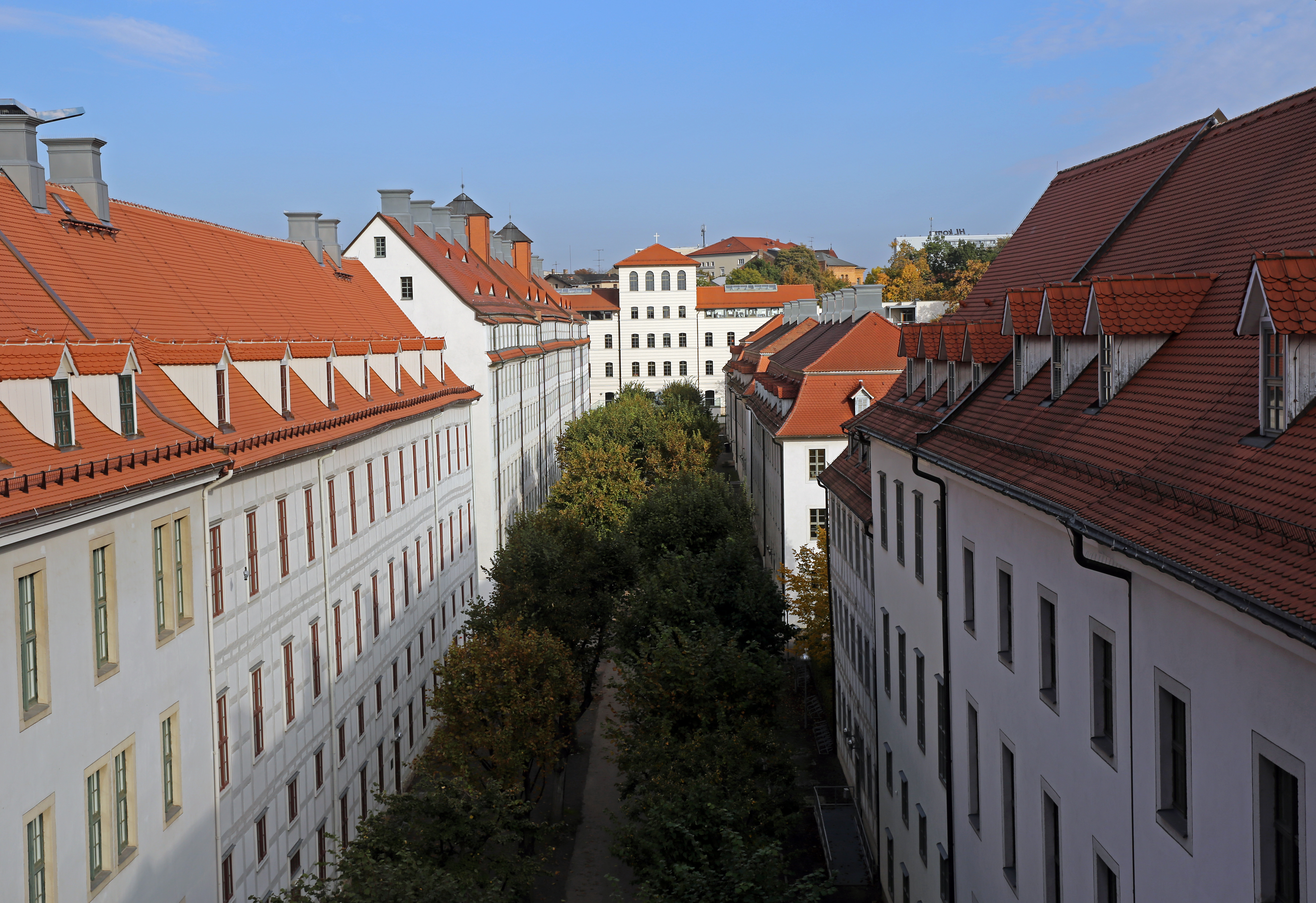
Вид на внутренний двор Социальных учреждений

В настоящее время территория Социальных учреждений Франке продолжает оставаться образовательно-научным и культурным кампусом с более чем 50 представленными организациями, среди которых — четыре школы, несколько институтов Университета, Федеральный фонд культуры (нем. Kulturstiftung des Bundes) и филиал Немецкого института молодёжи (нем. Deutsches Jugendinstitut e. V.).
В бывшем здании сиротского приюта расположены общедоступные кунсткамера (нем. Kunst-und Naturalienkammer) с её ценным собранием XVIII века, историческая барочная библиотека, и детский креативный центр Крокозеум. Наряду с постоянной выставкой, посвящённой истории Социальных учреждений, здесь регулярно организуются временные художественные выставки, проходят концерты и т. д. В доме-музее Франке — бывшем гостевом доме, в 1702 году выкупленном и перестроенном Августом Германом Франке для личных потребностей, — расположены информационный центр и так называемый Кабинет Франке, а также Библейская мансарда с коллекцией библейской литературы.
Среди многочисленных сооружений — нем. Langes Haus, считающийся самым большим фахверковым домом Европы, который насчитывает 6 этажей и имеет в длину более 110 метров.
В протяжённом внутреннем дворе — так называемом Липовом дворе — в XIX веке была установлена бронзовая скульптура работы Кристиана Даниэля Рауха, изображающая Франке в окружении детей.